# Леслав Цмікевич
Леслав Цмікевич (пол. Lesław Ćmikiewicz; нар. 25 серпня 1948, Вроцлав, Польща) — польський футболіст та тренер, виступав на позиції півзахисника.

## Клубна кар'єра
Народився в сім'ї вихідців зі Східних Кресів, після завершення війни осіли у Вроцлаві. Вихованець вроцлавського клубу «Лотник». Цмікевич протягом п'яти років грав за «Шльонськ», а в 1970 році перейшов у «Легію», у складі якої зіграв 226 матчів та відзначився 14-а голами. У футболці столичного клубу став віце-чемпіоном Польщі (1971), володарем кубку Польщі 1973 та 1980 років, а також чвертьфіналістом Кубку європейських чемпіонів 1971 року. Також був капітаном команди.
На початку 1880-х виїхав до США, виступав у клубах MISL«Нью-Йорк Ерроуз» та «Чикаго Горізонс».

## Кар'єра в збірній
Леслав Цмікевич виступав у збірній Польщі з 1970 року. У 1972 році брав участь у всіх матчах олімпійського турніру ігор у Мюнхені, де збірна Польщі стала чемпіоном. Також грав на чемпіонаті світу-1974 і Олімпіаді в Монреалі. Останній матч за збірну Цьмикєвич провів 18 квітня 1979 року, коли в Лейпцизі поляки поступилися збірній НДР. Всього у складі збірної Польщі брав участь в 57 матчах, не забив жодного м'яча.
У вересні 1972 року йому було присвоєно Золотий знак ПЗПН.

## Кар'єра тренера
По заверенні кар'єри футболіста розпочав тренерську діяльність. Тренерську кар'єру Цмікевич розочав у 1981 році, ставши помічником Казімєжа Гурського в «Легії». Самостійно працював з «Мотором» (Люблін), «Сталлю» (Ряшів), «Гурником» (Забже), «Гутник» (Краків), «Погонню» (Щецин), «Гвардією» (Варшава). У 1989 році став помічником Анджея Стрейляу в збірній Польщі, а після відставки Стрейляу восени 1993 року став головним тренером збірної, яка під його керівництвом програла 3 останніх відбіркових матчі чемпіонату світу-1994 і не потрапила у фінальну стадію. Після збірної тренував «Радомсько», а в 2000 році очолив молодіжну збірну Польщі, але не зміг вивести її до фінального турніру молодіжного чемпіонату Європи-2002. У сезоні 2003/0 років4 допомагав Стефану Маєвському в «Аміці». Декілька років Леслав Цмікевич був асистентом Казімєжа Гурського в команді ветеранів «Орли Гурського», складеної з гравців збірної Польщі 1970-х років. У сезоні 2005/06 років тренував «Тур» з Турека, пішов у відставку 26 квітня 2006 року після поразки від «Здруя». З жовтня 2006 року до літа 2008 року працював другим тренером у «Краковії», де знову допомагав Маєвському.
Нагороджений Орденом Відродження Польщі (2001 року) та Відзнакою столичного міста Варшава (2011). Член клубу видатних гравців збірної.

## По завершенні кар'єри
Член почесного комітету, який підтримував Броніслава Коморовського перед президентськими виборами у Польщі у 2015 році.

## Досягнення

### Клубні
- Перша ліга Польщі
  -  Срібний призер (1): 1970/71
  -  Бронзовий призер (1): 1971/72

- Кубок Польщі
  -  Володар (1): 1972/73

### У збірній
- Чемпіонат світу
  -  Бронзовий призер (1): 1974

- Олімпійські ігри
  -  Чемпіон (1): 1972
  -  Срібний призер (1): 1976